# Janet McTeer
Janet McTeer OBE (Newcastle, 8 de maig de 1961) és una actriu anglesa, guanyadora d'un premi Globus d'Or.

## Biografia
Nascuda a Newcastle upon Tyne, Anglaterra, McTeer va anar a la Reial Acadèmia d'Arts Dramàtiques i va començar la seva reeixida carrera teatral amb el Royal Exchange Theatre després de graduar-se. El seu treball a la televisió inclou la producció de la BBCde Nigel Nicolson Retrat d'un Matrimoni en el qual interpretava Vita Sackville-West i la sèrie popular de la ITV El Governador escrita per Lynda La Plante. Va fer el seu debut a la pantalla gran amb Half Moon Street, una pel·lícula de 1986 basada en una novel·la de Paul Theroux, i va aparèixer a la versió cinematogràfica de 1992 de Wuthering Heights, amb Juliette Binoche i Ralph Fiennes, i Carrington (1995) amb Emma Thompson i Jonathan Pryce.
El 1996, McTeer va aconguir ser aclamada per la seva actuació com a Nora en una producció de Henrik Ibsen al West End: A Doll's House. L'any següent, la producció anava a Broadway, i se l'honrava amb un Premi Tony.
Durant l'espectacle, McTeer va ser entrevistada per Charlie Rose en el seu programa de la PBS, on va ser vista pel cineasta Gavin O'Connor, que estava treballant en un guió cinematogràfic sobre una mare soltera que travessa el país amb la seva filla preadolescent. Enamorat de l'actriu, estava determinat que ella hauria de fer de protagonista a la pel·lícula, i quan dubtaven els probables productors davant el seu anonimat relatiu en els Estats Units, va produir la pel·lícula ell mateix. Tumbleweeds va ser favorita al Festival de Cinema de Sundance del 1999, i l'actuació de McTeer li suposa guanyar un Globus d'Or a la millor actriu musical o còmica i un Oscar en la mateixa categoria.
Els crèdits de McTeer inclouen Songcatcher amb Aidan Quinn, Waking els Morts amb Billy Crudup i Jennifer Connelly, el film dogma The King is Alive amb Jennifer Jason Leigh, The Intended amb Brenda Fricker i Olympia Dukakis i Tideland escrit i dirigit per Terry Gilliam i As You Like It, dirigit per Kenneth Branagh. També feia de protagonista en la dramatització de Mary Webb Precious Bane.
Va aparèixer en les sèries de la TV britànica The Amazing Mrs Pritchard i Five Days, i com Mary, Reina d'Escòcia a Mary Stuart al West End de Londres. Ha protagonitzat God of Carnage al West End al costat de Tamsin Greig, Ken Stott i Ralph Fiennes, al Gielgud Theatre.
Va ser designada Oficial de l'Orde de l'Imperi Britànic (OBE) el 2008.

## Filmografia
- Flesh and Blood (1985) (TV) Esther Pearson
- Gems (TV): Stephanie Wilde (2 episodis, 1986)
- Mistery, dirigida per Bob Swaim (1986)
- El carrer de la mitja lluna (Half Moon Street) (1986): Van Arkady's Secretary
- Falcons (Hawks) (1986)
- Miss Julie (1987) (TV): Miss Julie
- Les Girls: Susan (7 episodis, 1988)
- Precious Bane (1989) (TV): Prue Sarn
- 102 Boulevard Haussmann (1990) (TV): Celeste
- Sweet Nothing (1990) (TV): Caroline
- Portrait of a Marriage (1990) (TV): Vita Sackville-West
- Yellowbacks (1990) (TV): Dr. Juliet Horwitz
- Prince (1991) (TV): Claudie adulta
- The Black Velvet Gown (1991) (TV): Riah Millican
- I Dreamt I Woke Up (1991): Dona misteriosa/Senyora del llac/Periodista
- Cims borrascosos (Wuthering Heights), dirigida per Peter Kosminsky (1992)
- Dead Romantic (1992) (TV): Madeleine Severn
- A Masculine Ending (1992) (TV): Loretta Lawson
- Don't Leave Me This Way (1993) (TV): Loretta Lawson
- Jackanory: Reader (1 episode, 1994)
- The Iron Woman (1994) TV
- Carrington, dirigida per Christopher Hampton (1995)
- The Governor: Helen Hewitt (7 episodis, 1995-1996)
- Saint-Ex (1996): Genevieve de Ville-Franche
- Velvet Goldmine, dirigida per Todd Haynes (1998)
- Tumbleweeds, dirigida per Gavin O'Connor (1999)
- Songcatcher (2000): Professor Lily Penleric, PhD
- Waking the Dead (2000): Caroline Pierce
- The King Is Alive (2000): Liz
- The Intended (2002): Sarah Morris
- Marple: The Murder at the Vicarage (2004) (TV): Anne Protheroe
- Tideland, dirigida per Terry Gilliam (2000)
- As You Like It, dirigida per Kenneth Branagh (2006)
- The Amazing Mrs Pritchard: Catherine Walker (6 episodis, 2006)
- Daphne (2007) (TV): Gertrude Lawrence
- Five Days (2007) (mini-sèrie TV): DS Amy Foster
- Sense and Sensibility: Mrs. Dashwood (3 episodis, 2008)
- Hunter: DS Amy Foster (2 episodis, 2009)
- Albert Nobbs (2011)
- The Woman in Black (2012): Mrs Daily
- Parade's End (2012): Mrs. Satterthwaite (episodi: Episode No.1.1)
- Damages (2012): Kate Franklin (9 episodis)
- Hannah Arendt (2012): Mary McCarthy
- Suspiria (2013)
- The White Queen (2013): Jacquetta of Luxembourg (6 episodis)
- Abans de tu (2016): Camilla Traynor

## Premis i nominacions

### Premis
- 2000: Globus d'Or a la millor actriu musical o còmica per Tumbleweeds

### Nominacions
- 2000: Oscar a la millor actriu per Tumbleweeds
- 2009: Primetime Emmy a la millor actriu en minisèrie o pel·lícula per Into the Storm
- 2010: Globus d'Or a la millor actriu secundària en sèrie, minisèrie o telefilm per Into the Storm
- 2012: Oscar a la millor actriu per Albert Nobbs
- 2012: Globus d'Or a la millor actriu secundària per Albert Nobbs
- 2014: Globus d'Or a la millor actriu secundària en sèrie, minisèrie o telefilm per The White Queen